# Liguilla Pre-Libertadores de América de 1989
La Liguilla Pre-Libertadores de América de 1989 fue la decimosexta edición del Torneo Liguilla Pre-Libertadores de América, correspondiente a la temporada 1989 del fútbol uruguayo. A pesar de ello, el torneo se disputó durante enero de 1990, tal cual era habitual.
La función del torneo era encontrar a los equipos clasificados para la próxima edición de la Copa Libertadores de América. Por cuarta vez, el campeón fue Defensor Sporting, por primera vez usando este nuevo nombre, luego de la fusión provocada pocos meses antes. Por su parte Progreso, el campeón uruguayo, también logró la clasificación; por primera vez ningún equipo grande uruguayo jugaría la Copa Libertadores.

## Participantes
Los clasificados fueron los 6 mejor posicionados del Uruguayo 1989: Progreso, Nacional, Peñarol, Cerro, Bella Vista y Defensor Sporting (en ese orden).

## Desarrollo

### Posiciones
| Puesto | Equipo            | Pts | PJ | PG | PE | PP | GF | GC | Dif |
| ------ | ----------------- | --- | -- | -- | -- | -- | -- | -- | --- |
| 1°     | Peñarol           | 6   | 5  | 2  | 2  | 1  | 8  | 4  | 4   |
| 2°     | Defensor Sporting | 6   | 5  | 2  | 2  | 1  | 9  | 8  | 1   |
| 3°     | Progreso          | 6   | 5  | 2  | 2  | 1  | 5  | 4  | 1   |
| 4°     | Bella Vista       | 6   | 5  | 3  | 0  | 2  | 7  | 7  | 0   |
| 5°     | Nacional          | 5   | 5  | 2  | 1  | 2  | 6  | 6  | 0   |
| 6°     | Cerro             | 1   | 5  | 0  | 1  | 4  | 3  | 9  | -6  |

|  | Deben desempatar por el título. |

## Ronda de desempate
| Puesto | Equipo      | Pts | PJ | PG | PE | PP | GF | GC | Dif |
| ------ | ----------- | --- | -- | -- | -- | -- | -- | -- | --- |
| 1°     | Defensor    | 5   | 3  | 2  | 1  | 0  | 6  | 4  | 2   |
| 2°     | Progreso    | 4   | 3  | 1  | 2  | 0  | 5  | 3  | 2   |
| 3°     | Peñarol     | 3   | 3  | 1  | 1  | 1  | 5  | 4  | 1   |
| 4°     | Bella Vista | 0   | 3  | 0  | 0  | 3  | 2  | 7  | -5  |

|  | Clasifican a la Copa Libertadores 1990. |

| Uruguay                                              |
| Campeón Liguilla 1989 Defensor Sporting 4.to título. |

## Clasificados a laCopa Libertadores 1990
- Defensor Sporting
- Progreso